# Gortyna rungsi
Gortyna rungsi är en fjärilsart som beskrevs av Charles Boursin 1963. Gortyna rungsi ingår i släktet Gortyna och familjen nattflyn. Inga underarter finns listade i Catalogue of Life.